# Antonio Di Pietro

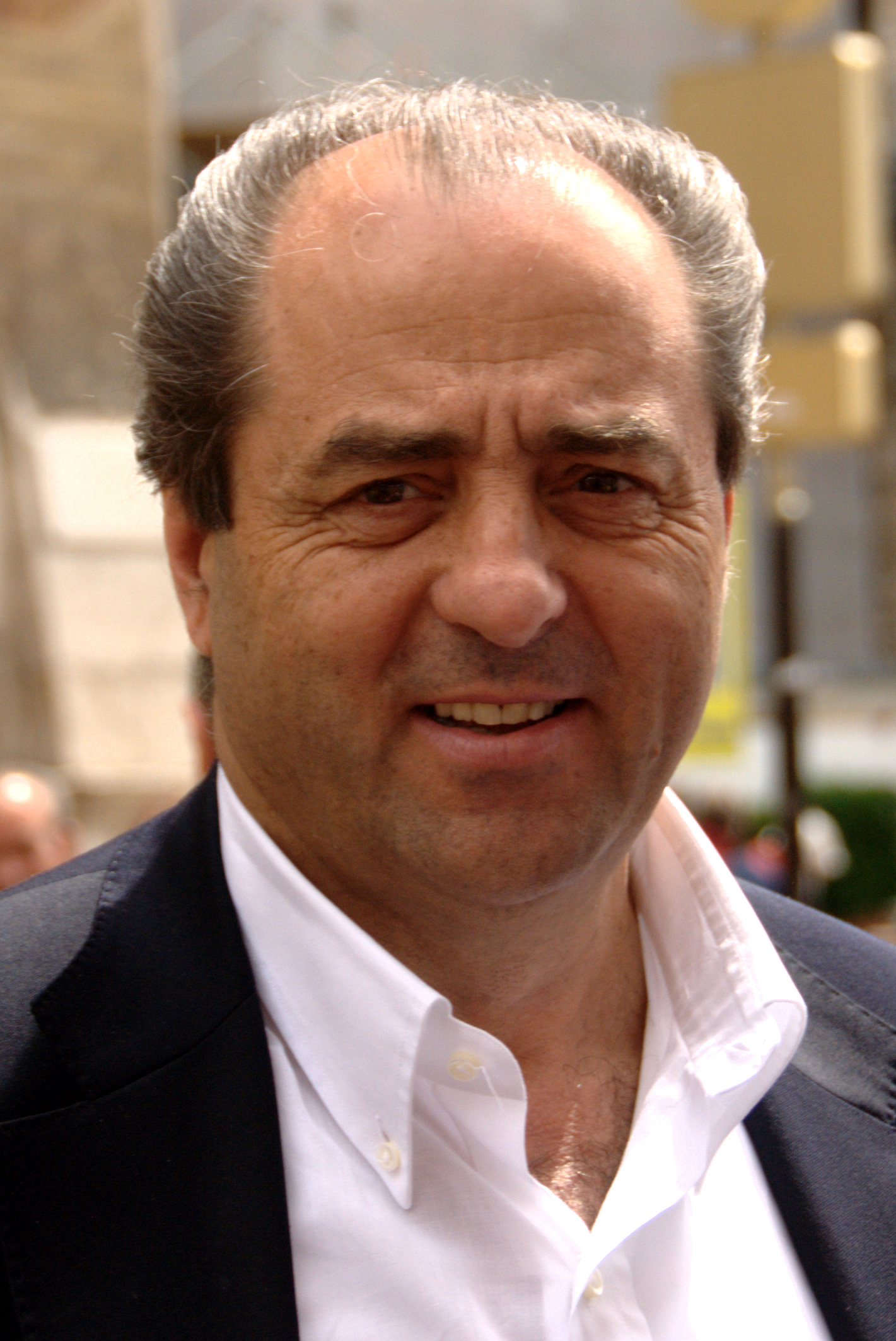
Antonio Di Pietro (2010)

Antonio Di Pietro (* 2. Oktober 1950 in Montenero di Bisaccia, Provinz Campobasso) ist ein italienischer Politiker und ehemaliger Staatsanwalt. Er war Anfang der 1990er-Jahre leitender Ermittler im Tangentopoli-Skandal (siehe auch Mani pulite). 1996 ging er in die Politik, wurde parteiloser Senator und war für sechs Monate Minister für öffentliche Bauarbeiten. 1998 gründete er die Partei Italia dei Valori (IdV), die er bis 2013 führte. Von 1999 bis 2009 war er Mitglied des Europäischen Parlaments und von 2006 bis 2008 Infrastrukturminister in der zweiten Regierung Prodi.

## Staatsanwalt
Geboren in einer armen ländlichen Familie aus der Region Molise arbeitete Di Pietro kurz als Elektriker, ging als sehr junger Mann nach Deutschland, um als Kellner das Geld für sein Studium zu verdienen. Er schloss sein Examen in Jura ab und wurde bei der Polizei eingestellt. Einige Jahre später begann er als Staatsanwalt seine neue juristische Karriere.
Zusammen mit anderen bekannten Staatsanwälten wie Francesco Saverio Borrelli, Ilda Boccassini, Gherardo Colombo, Piercamillo Davigo und anderen gründete er das Team Mani Pulite (deutsch „saubere Hände“), das gegen die politische Korruption ermittelte.
In dieser Rolle ermittelte er gegen Hunderte lokaler und nationaler Politiker bis hinauf zu den bedeutendsten Persönlichkeiten, zu denen Bettino Craxi zählt; es wird angenommen, dass dieser Silvio Berlusconi die berühmte „Warnung vor Ermittlungen“ (ein gesetzlich formeller Akt, mit dem Bürger über Ermittlungen, die gegen sie angestrengt werden, informiert werden) zusandte, während der Premierminister ein internationales Treffen zur Polizeizusammenarbeit abhielt.
Die Ermittlungswarnung oder Avviso di garanzia in Italien (später durch das Parlament reformiert und in Invito a comparire, dt. „Einladung zur Erscheinung“, umbenannt) war in den Jahren von 1992 bis 1994 für viele Italiener so gut wie ein Schuldspruch, da sie viele verhasste Politiker durch diese Prozedur bloßgestellt sahen. Da dies nicht gerade als ein Zeichen von Respekt vor dem elementaren Rechtssatz der Unschuldsvermutung („Unschuldig bis zum Beweis der Schuld“) gelten kann, muss daran erinnert werden, dass die Korruption so offenkundig und himmelschreiend war, dass selbst Politiker verlegen waren, wenn sie sich wegen dieser Anklagen rechtfertigen mussten. Zu jener Zeit musste jeder Person, gegen die Ermittlungen eingeleitet wurden, binnen drei Monaten nach Beginn der Ermittlungen Mitteilung darüber gemacht werden.
Schnell wurde Di Pietro wegen seiner seltsamen Sprechweise mit einem deutlich vernehmbaren Akzent, zahlreichen Dialektfärbungen und Dialektausdrücken, verbunden mit einem entschlossenen Naturell der bekannteste unter den Mani Pulite-Anwälten. Dennoch sahen politische Gegner diese Eigenschaft oft als Zeichen der Ignoranz und einige Beobachter waren befremdet, dass ein hochrangiger Beamter und Kandidat zum italienischen Parlament eine so rohe und prekäre Kenntnis der italienischen Sprache zeige.

## Der Konflikt Di Pietros mit Silvio Berlusconi
Als Silvio Berlusconi 1994 anlässlich der Wahlen zur Abgeordnetenkammer in die Politik stürmte, vermuteten viele, dies geschehe lediglich, um seine Firmen vor Korruptionsvorwürfen zu schützen. Dieser Verdacht wurde am 11. Februar verstärkt, als Berlusconis Bruder Paolo Korruptionsvergehen einräumte. Berlusconi bot schon einmal Di Pietro das Innenministerium an, das dieser jedoch nicht annahm. Am 13. Juli 1994 legte die Regierung Berlusconi einen Gesetzentwurf vor, mit dem für die meisten Korruptionstatbestände Haftstrafen zu vermeiden waren und eine erneute Amnestie eingeräumt wurde. Die Vorlage des Gesetzentwurfs wurde sorgfältig auf den Zeitpunkt nach dem für Italien siegreichen Halbfinale zwischen Bulgarien und Italien bei der Fußball-Weltmeisterschaft 1994 gelegt, wovon sich die Regierung wahrscheinlich versprach, dass bei einem möglichen Endspielsieg der italienischen Nationalmannschaft im fußballverrückten Italien der Gesetzentwurf lautlos durch die Institutionen gewinkt würde. Als jedoch Roberto Baggio den letzten Elfmeter gegen Brasilien verschoss und die Nachrichten Bilder der verhassten korrupten Politiker zeigten, die aus dem Gefängnis freikamen, geriet die Öffentliche Meinung ziemlich in Rage; insbesondere Bilder des früheren Gesundheitsministers Francesco De Lorenzo waren erschreckend, da die Öffentlichkeit den Diebstahl von Geldern, die für Krankenhäuser bestimmt waren, als besonders hassenswerte Verhaltensweise ansah.
Wenige Tage später sprachen die verhafteten Polizisten über Korruption bei Berlusconis größter und wichtigster Firma, der Fininvest Mediaset. Die meisten aus dem Ermittlungsteam von Mani pulite erklärten, sie würden die staatlichen Gesetze achten und durchsetzen, aber sie könnten nicht in einer Situation arbeiten, in der Pflicht und Gewissen im Konflikt zueinander stünden: Sie baten um Versetzung, weil sie sich durch die Regierung Berlusconi desavouiert sahen. Da die Regierung es sich nicht leisten konnte, als Gegenspieler zum populären Team von Richtern und Staatsanwälten angesehen zu werden, wurde das Gesetzesvorhaben zurückgezogen und als „Missverständnis“ bezeichnet, wobei Innenminister Roberto Maroni von der Lega Nord Wert auf die Feststellung legte, er habe nicht einmal Gelegenheit gehabt, es zu lesen. Da Alfredo Biondi Justizminister war, sind Anschuldigungen, Cesare Previti, der Rechtsanwalt von Berlusconis Firma Fininvest sei Autor des Gesetzentwurfs letztlich glaubwürdig. Am 28. Juli wurde Berlusconis Bruder verhaftet und kurz danach wieder freigelassen.
Danach begann, was allgemein als Berlusconi-Di-Pietro-Schlacht bezeichnet wurde. Während Berlusconis Firmen untersucht wurden, entsandte die Regierung „Inspektoren“ nach Mailand, um die Büros der Justiz auf formale Unregelmäßigkeiten hin zu untersuchen. Es wurden zwar keine Unregelmäßigkeiten entdeckt, aber die Taktik, verbunden mit Berlusconis festem Zugriff auf die Informationen, half zu verbreiten, was in anderem Zusammenhang als Furcht, Unsicherheit und Zweifel bezeichnet wird. Die Schlacht endete unentschieden: Am 6. Dezember trat Di Pietro zurück. Zwei Wochen später trat die Regierung Berlusconi kurz vor einer kritischen Vertrauensabstimmung zurück, die sicher zu Lasten Berlusconis ausgegangen wäre.
Di Pietro war selbst 1997 Gegenstand von Ermittlungen zu seiner Tätigkeit bei der Polizei und in der Justiz. Die Staatsanwaltschaft berief sich auf Telefonmitschnitte und Zeugenaussagen. Aber die Vorwürfe mussten nacheinander als haltlos und als politisch motiviert zurückgezogen werden, da der ermittelnde Staatsanwalt Fabio Salamone aus Brescia sich später als Bruder eines von Di Pietros Angeklagten erwies, der zu 18 Monaten Haft wegen zahlreicher Korruptionsvergehen verurteilt worden war. Es dauerte ziemlich lange, bevor die Behörden dies begriffen hatten, Salamone versetzten und Di Pietro nach Jahren von allen Anklagepunkten freisprachen.

## Minister
Nachdem die Ermittlungen von Mani Pulite die zuvor regierenden Parteien (zunächst die Democrazia Cristiana, dann den PSI) hinweggefegt hatten, berief Romano Prodi Di Pietro als Minister für Öffentliche Arbeiten in seine Regierungsmannschaft mit Zuständigkeit für alles, was vorrangiges Objekt von Bestechung war, also alle vom Staat finanzierten Initiativen. Keiner war besser geeignet, der Öffentlichkeit zu demonstrieren, dass es der neuen Regierung der Linken ernst war mit dem Ziel, mit der Korruption ein für alle Mal aufzuräumen.
Hier bemühte Di Pietro sich, als „Unabhängiger“ ein umstrittenes Teilstück der Hauptautobahn zwischen Bologna und Florenz durchzusetzen, was sowohl gewaltsame Proteste der Bewohner der angesprochenen Gegend als auch erschreckte Proteste von Umweltschützern hervorrief, die politisch Prodis Koalition unterstützten, aber solch einen Plan, der herrliche Täler und Wälder des Apennin zerstören würde, nicht akzeptieren konnten. Als er dann auch noch sich anschickte die Engelsburg in Rom mit einem Tunnel zu unterqueren, wurde er von den Umweltschützern als „Garant für Zement und so viel Asphalt wie möglich“ angesehen.
Es muss erwähnt sein, dass Di Pietro selbst zuvor gegen Romano Prodi eine Ermittlung eingeleitet hatte, der aber vom Gericht entlastet wurde.

## Politische Karriere
Nachdem Di Pietro von allen Anklagen freigesprochen war, begann er eine politische Karriere, was er zuvor ausgeschlossen hatte.
Er gründete 1998 die Partei Italia dei Valori (dt. Italien der Werte), die den Kampf gegen die politische Korruption in Italien fortsetzen wollte und schloss sich dem Bündnis Democratici von Romano Prodi an, auf dessen Liste er 1999 in das Europäische Parlament gewählt wurde. Dort saß er in der Legislaturperiode bis 2004 in der Fraktion der Liberalen und Demokraten, war Mitglied im Ausschuss für Haushaltskontrolle und Vorsitzender der Delegation für die Beziehungen zu den Ländern Südamerikas und MERCOSUR (1999–2002) bzw. der Delegation für die Beziehungen zu den zentralasiatischen Staaten Kasachstan, Kirgisistan, Usbekistan, Tadschikistan, Turkmenistan und Mongolei (2002–2004).
Aus Protest gegen die wachsende Toleranz gegenüber Korruption in den meisten politischen Parteien und die herablassende Haltung der politischen Linken wie Massimo D’Alema gegenüber Berlusconi, ließ er seine Partei Italia dei Valori 2001 nicht im Mitte-links-Bündnis L’Ulivo bei den Wahlen zur italienischen Abgeordnetenkammer antreten, die von Silvio Berlusconis Mitte-rechts-Koalition gewonnen wurde.
Di Pietros Partei unterschritt landesweit knapp 4 %, ein Quorum, das mindestens erreicht werden muss, um beim Proportionalanteil der Sitze in der Abgeordnetenkammer zum Zuge zu kommen. Es wurde nur ein Senator seiner Liste gewählt, der ironischerweise sofort zu Berlusconis Partei überlief.
Bei der Wahl zum Europäischen Parlament 2004 stellte Italia dei Valori eine gemeinsame Liste mit Achille Occhetto auf, dem ehemaligen Parteichef der Kommunisten bzw. Linksdemokraten. Diese erlangte 2,1 Prozent der Stimmen und zwei Sitze. Da Occhetto auf seinen Sitz verzichtete, zog neben Di Pietro Giulietto Chiesa, ein früherer kommunistischer Journalist, ins EU-Parlament in Straßburg ein. Di Pietro gehörte bis zur Niederlegung seines Mandats im April 2006 der liberalen ALDE-Fraktion an und saß im Rechtsausschuss des Europäischen Parlaments. Außerdem war er Vorsitzender der Delegation für die Beziehungen mit Südafrika.
Bei den Vorwahlen des erweiterten Mitte-links-Bündnisses L’Unione am 16. Oktober 2005 erzielte Di Pietro 3,3 % der landesweiten Stimmen und landete damit auf dem vierten Platz von sieben weit hinter Romano Prodi, der die Kandidatenvorwahlen für sich entschied.
Am 17. Mai 2006 wurde Di Pietro als Infrastrukturminister in der Regierung Romano Prodis vereidigt und hatte das Amt bis zum Machtwechsel am 8. Mai 2008 inne.
Bei den Parlamentswahlen im Jahr 2008 hat die Partei Di Pietros ein Wahlbündnis mit dem PD (Partito Democratico) abgeschlossen. Seine Partei Italia dei Valori (IdV) erreichte 4,4 % in der Abgeordnetenkammer und 4,3 % im Senat, was einer Verdoppelung der Stimmen gleichkam.
Im Februar 2013 trat Di Pietro als Präsident (Obmann) von Italia dei Valori zurück, nachdem Italia dei Valori im linken Bündnis Rivoluzione Civile unter Führung des ehemaligen Richters Antonio Ingroia keinen einzigen Sitz in einer der Kammern des Parlaments errungen hatte.

## Karriere
- 1978 Examen in Rechtswissenschaft
- 1978–1979 Spezialisierung in Verwaltungsrecht
- 1980 Befähigung zur Ausübung des Anwaltsberufs
- 1981 Richter
- 1996 Minister für Öffentliche Arbeiten während der 12. Legislatur
- 1997 Senator
- seit 1998 Vorsitzender der Partei Italia dei Valori
- seit 1999 Mitglied des Europäischen Parlaments
- 1999–2002 Vorsitzender der Delegation in den Parlamentarischen Kooperationsausschüssen EU-Kasachstan, EU-Kirgistan und EU-Usbekistan sowie für die Beziehungen zu Tadschikistan, Turkmenistan und der Mongolei
- 2002–2004 Vorsitzender der Delegation für die Beziehungen mit Südamerika und Mercosur
- Ehrendoktor der Demokrit-Universität Thrakien (Griechenland)
- 2006–2008 Minister für die Infrastruktur im Kabinett Prodi II